# きみの朝
「きみの朝」（きみのあさ）は、岸田智史（現・岸田敏志）の楽曲。1979年3月21日に8作目のシングルとして発売された。岸田自身が作曲も担当した代表曲でもある。発売元はCBS・ソニー。

## 背景
岸田にとってデビューから3年半、地道なライブ活動を続けて漸く売れた曲が「きみの朝」であり、「売れることを夢見て活動していたが（売れない間は）売れなかったらどうしようとは考えず、もともと何もなかった人間なので、売れなきゃ売れないで、どっかに他の人生があるだろうというぐらいの気持ちだった」という。
「きみの朝」は、岸田自身が出演したTBSのテレビドラマ『愛と喝采と』の挿入歌に採用された。同ドラマは岸田の俳優デビュー作品でもあり、脚本では岸田演じる新人歌手・武井吾郎がドラマの直前の番組である「ザ・ベストテン」内のコーナー「今週のスポットライト」に出演して「きみの朝」を歌い、翌日からレコードが売れ始めるという設定になっていた。その回の放送から1カ月半後、岸田が実際に「ザ・ベストテン」の「今週のスポットライト」に出演して同曲を歌い、その際の映像がドラマの中で流されるとシングルは瞬く間に売り上げを伸ばしていった。音楽番組とドラマの連携によって大ヒットに繋がったことについて岸田は、「僕自身は売れるなんて夢にも思ってなかった（笑）。ドラマ班のスタッフには『君は言われたとおりに歌っていればいいから』って言われていました。僕にとっての『きみの朝』は、誘われて、挑戦して、人生が大きく変わった曲。歌手になることも、俳優になることも、声をかけてもらったから、やってみようと思った。もし誘われていなかったら、岡山の学校で教師をしていたと思います」と振り返っている。また、ドラマでは自分のことをまだ誰も知らないうちから、レコードがよく売れたというシーンを撮っていたといい、「この話、大丈夫か？と思っていたが、曲がヒットして数か月で全国に知られるようになって幸運だった」とも話している。
なお、ドラマの中では当初「モーニング」というタイトルが表示されていたが、レコード発売の際には「きみの朝」へと変更されている。
作詞の岡本おさみは『愛と喝采と』の脚本家の岡本克己の実弟である。
2015年7月8日に発売されたシングル「ボルドー・ルージュ」のカップリング曲にセルフカバー「きみの朝 〜ALWAYSバージョン」が収録されている。

## 収録曲
| 全作曲: 岸田智史、全編曲: 大村雅朗。 |              |            |            |      |
| #                                    | タイトル     | 作詞       | 作曲・編曲 | 時間 |
| 1.                                   | 「きみの朝」 | 岡本おさみ | 岸田智史   | 4:18 |
| 2.                                   | 「約束の日」 | 藤村渉     | 岸田智史   | 3:41 |
| 合計時間:                            | 合計時間:    | 合計時間:  | 7:59       |      |

## メディアでの使用
| # | 曲名         | タイアップ                                   | 出典  |
| - | ------------ | -------------------------------------------- | ----- |
| 1 | 「きみの朝」 | TBS系TVドラマ『愛と喝采と』挿入歌            |       |
| 2 | 「約束の日」 | TBS系 スペシャルドラマ『あめゆきさん』挿入歌 | [ 6 ] |